# 오스트레일리아의 시간
오스트레일리아의 시간에 관한 문서이다.

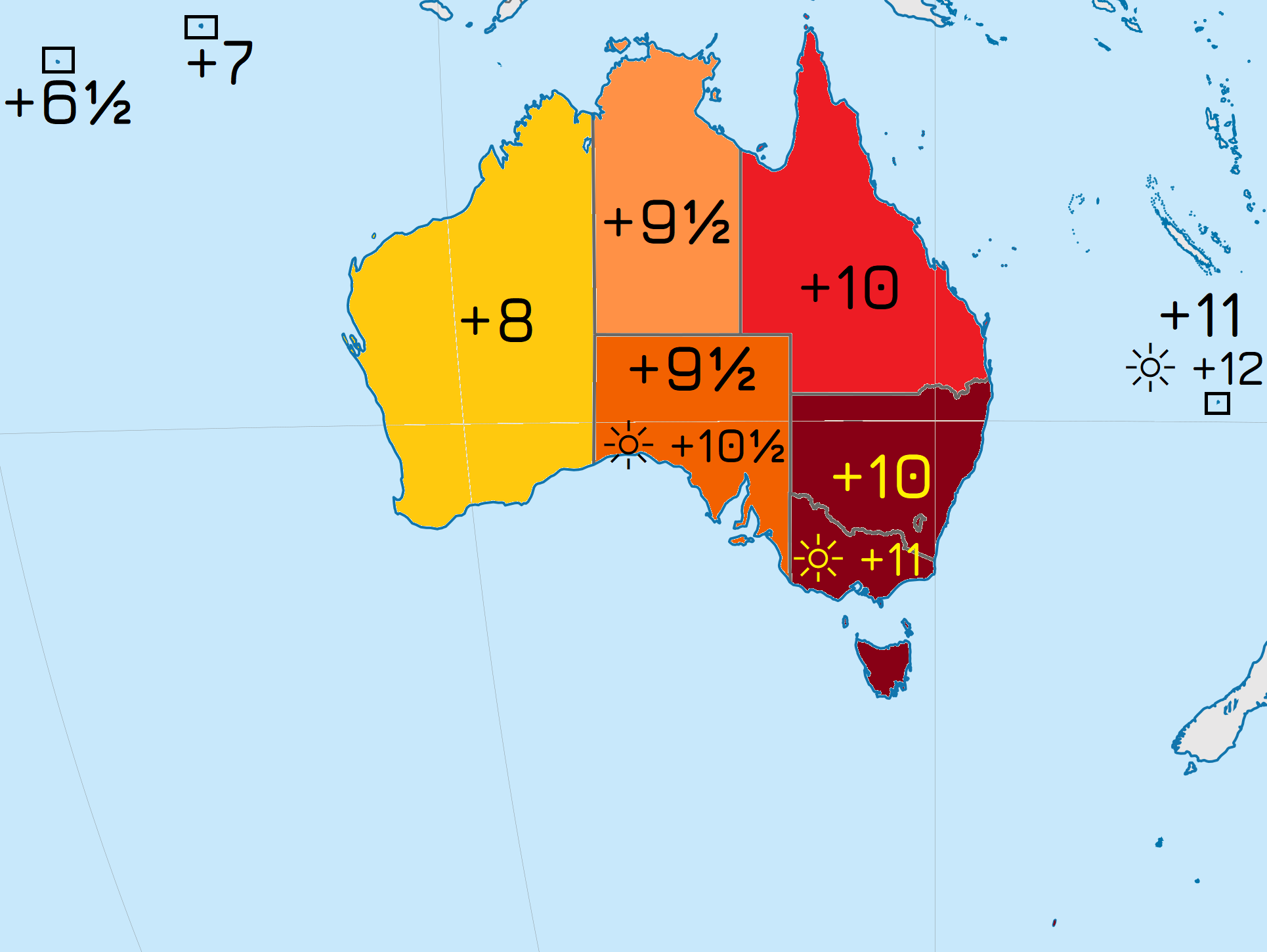

오스트레일리아는 오스트레일리아 동부 표준시(Australian Eastern Standard Time, AEST, UTC+10:00), 오스트레일리아 중부 표준시(Australian Central Standard Time, ACST, UTC+09:30), 오스트레일리아 서부 표준시(Australian Western Standard, AWST, UTC+08:00)의 세 가지 주요 시간대를 사용한다.
시간은 개별 주 정부에 의해 규제되며, 그 중 일부는 일광 절약 시간제(DST)를 준수한다. 일광 절약 시간(+1시간)은 남부 및 남동부의 관할권에서 10월 첫 번째 일요일과 4월 첫 번째 일요일 사이에 사용된다.
- 뉴사우스웨일즈주, 빅토리아주, 태즈메이니아주, 저비스베이 준주 및 오스트레일리아 수도 특별구는 오스트레일리아 동부 일광 절약 시간(AEDT, UTC+11:00)으로 전환된다.
- 사우스오스트레일리아주는 오스트레일리아 중부 일광 절약 시간(ACDT, UTC+10:30)으로 전환된다.

표준시는 1890년대에 오스트레일리아의 모든 식민지에서 채택되면서 도입되었다. 표준 시간대로 전환하기 전에는 각 지방 도시나 마을에서 현지 표준시라고 불리는 현지 시간을 자유롭게 결정할 수 있었다. 이제 웨스턴오스트레일리아주는 서부 표준시를 사용한다. 사우스오스트레일리아주와 노던 준주는 중부 표준시를 사용한다. 뉴사우스웨일스주, 퀸즐랜드주, 태즈메이니아주, 빅토리아주, 저비스베이 준주, 오스트레일리아 수도 준주에서는 동부 표준시를 사용한다. 현재 웨스턴오스트레일리아주, 노던 준주, 퀸즐랜드주에서는 일광 절약 시간제를 사용하지 않는다.
코코스 (킬링) 제도는 연중 UTC+06:30을 사용하고, 크리스마스섬은 연중 UTC+07:00을 사용하며, 노퍽섬은 표준 시간으로 UTC+11:00, 일광 절약 시간으로 UTC+12:00을 사용한다.

## 같이 보기
- UTC+10:00